# Stillasittande livsstil

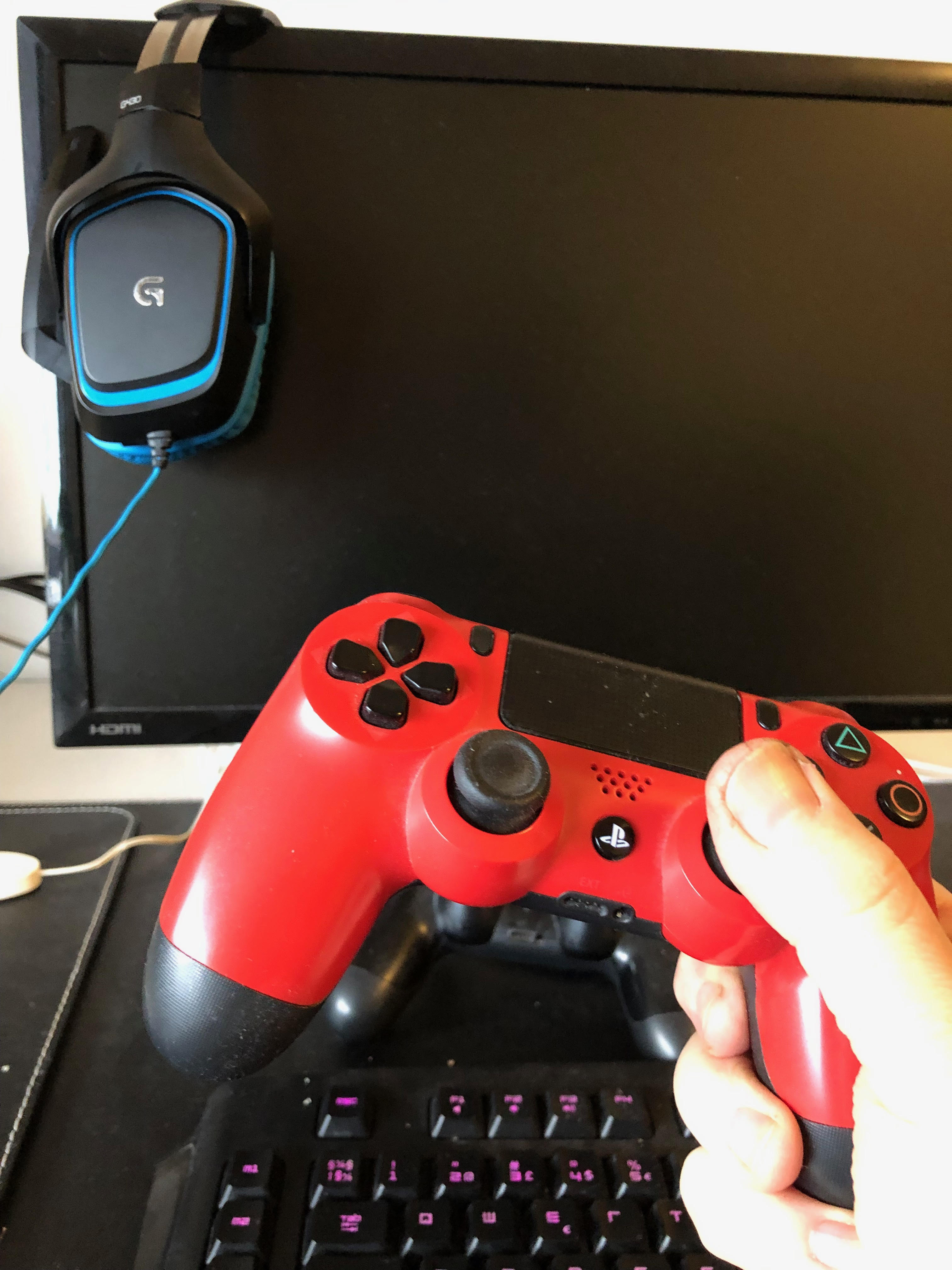
Stillasittande vid dator och tv-spel

Stillasittande livsstil är en livsstil med frånvaro av kontraktion (sammandragning) av kroppens större muskelgrupper, till exempel lår- och sätesmuskulatur, det vill säga muskulär inaktivitet. En frisk person som är fysiskt passiv eller en förslöad person kan vardagligt kallas soffpotatis, vilket är jämförbart med slöfock. Motsatsen till stillasittande är alla former av fysisk aktivitet där mer muskelaktivitet förekommer.
Stillasittande aktiviteter inkluderar bilåkning, att sitta, läsa, se på TV, spela vissa videospel och datoranvändning under större delen av dagen. Stillasittande kan ingå i arbetsuppgifterna, men kan motverkas genom att ta korta rörelsepauser och användning av ståskrivbord. Stillasittande ses som en egen parameter i hälsobedömning, åtskild från tider med måttlig eller hård fysisk träning.
Det är vanligt i det moderna samhället att en och samma person kombinerar olika beteenden av långvarig fysisk inaktivitet/stillasittande med att vara fysiskt aktiv. En så kallad "aktiv soffpotatis" kan förvisso nå upp till rekommendationen om 150 minuter måttligt ansträngande fysisk aktivitet per vecka men ändå vara långvarigt stillasittande en stor del av dygnet. Av dygnets ca 16 timmar vakna tid använder en person i genomsnitt 0,5 timmar till fysisk aktivitet som är måttligt ansträngande, 6-7 timmar till lågintensiva vardagliga aktiviteter och 9 timmar till stillasittande. För många utgör därför den måttligt ansträngande fysisk aktivitet en mindre del av den dagliga energiomsättningen. För de flesta individer är det snarare variationer i den vardagliga aktiviteten, dvs att ersätta en del av stillasittande tiden med lågintensiv aktivitet som kan innebära en stor skillnad för hälsotillståndet. Genom att stå i stället för att sitta, ta trapporna istället för att ta hissen och promenera till jobbet istället för att ta bil kan energiomsättningen lätt flerfaldigas för den enskilde individen.
Stillasittande är betraktad som en enskild riskfaktor för att drabbas av sjukdom och för tidig död. En stillasittande livsstil ökar risken för bland annat metabolt syndrom, insjuknande i och dödlighet av hjärt- och kärlsjukdomar, insjuknande i och dödlighet av flera cancerformer, diabetes typ 2, stress, depressioner, övervikt och fetma, samt bukfetma. Efter högt blodtryck, rökning och högt blodsocker, är stillasittande bedömt som den största riskfaktorn för att dö i förtid.